# Reserva do Cabaçal
Reserva do Cabaçal – miasto i gmina w Brazylii, w stanie Mato Grosso.